# 神戶綜合運動公園世大運紀念競技場
神戶綜合運動公園世大運紀念競技場是一座位於日本神戶市神戶綜合運動公園內的多功能體育場。目前最常用於足球賽事。體育場最多可容納45000人。它是為了承辦1985年夏季世界大學生運動會所興建的。

## 經典賽事
1985年8月11日, 香港足球代表隊在該球場舉行的1986年世界杯外圍賽亞洲區第四組次圈賽事以0-3敗給日本國家足球隊。
香港隊其後在9月22日返回政府大球場主場作賽再輸1-2， 累計輸1-5出局。
1989年6月18日, 香港隊再在該球場以0-0賽和日本隊, 雙方均未能晉級1990年世界杯。

## 外部連結
- 神戶綜合運動公園官方網站 （页面存档备份，存于）